# Будильник

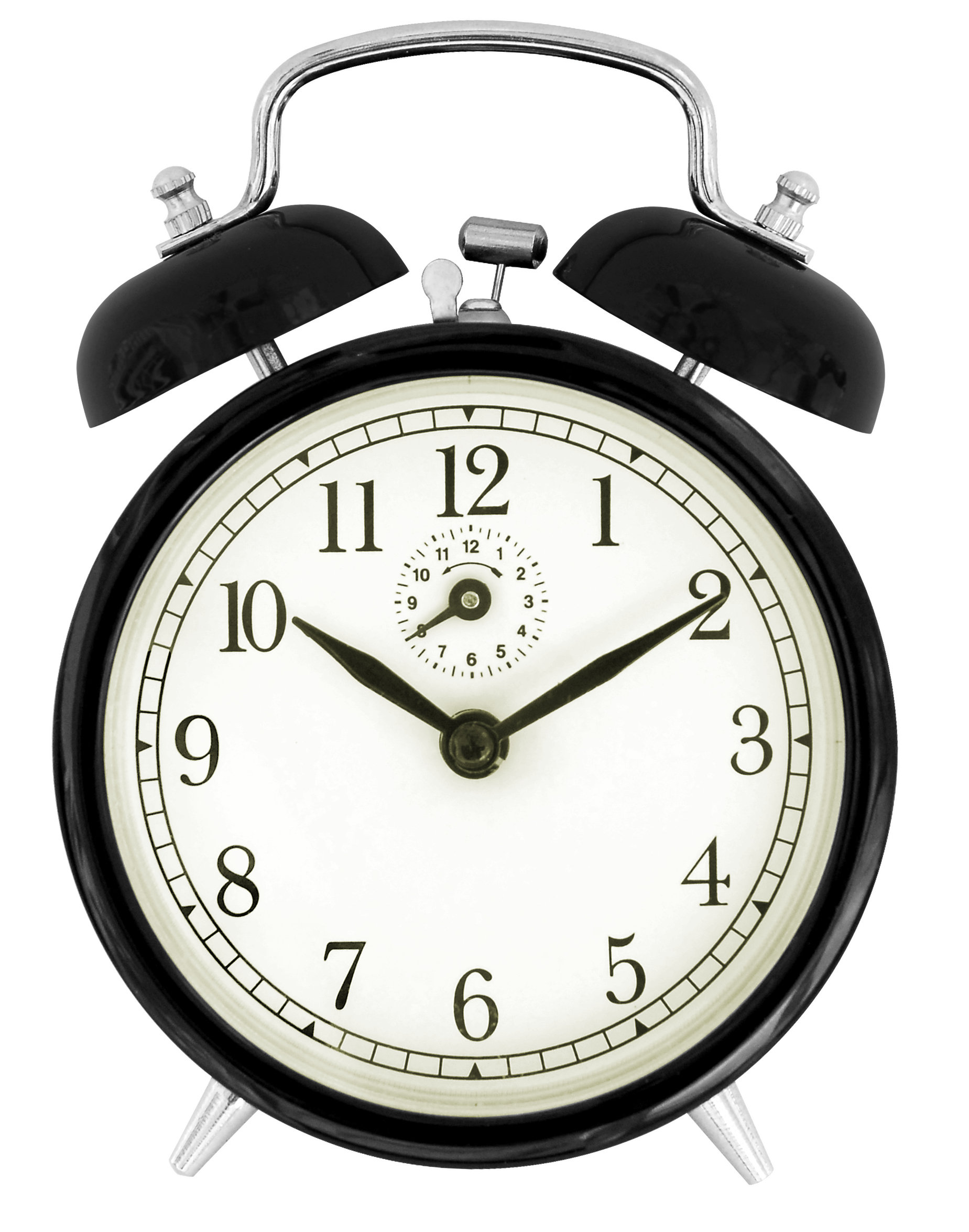
Механічний будильник

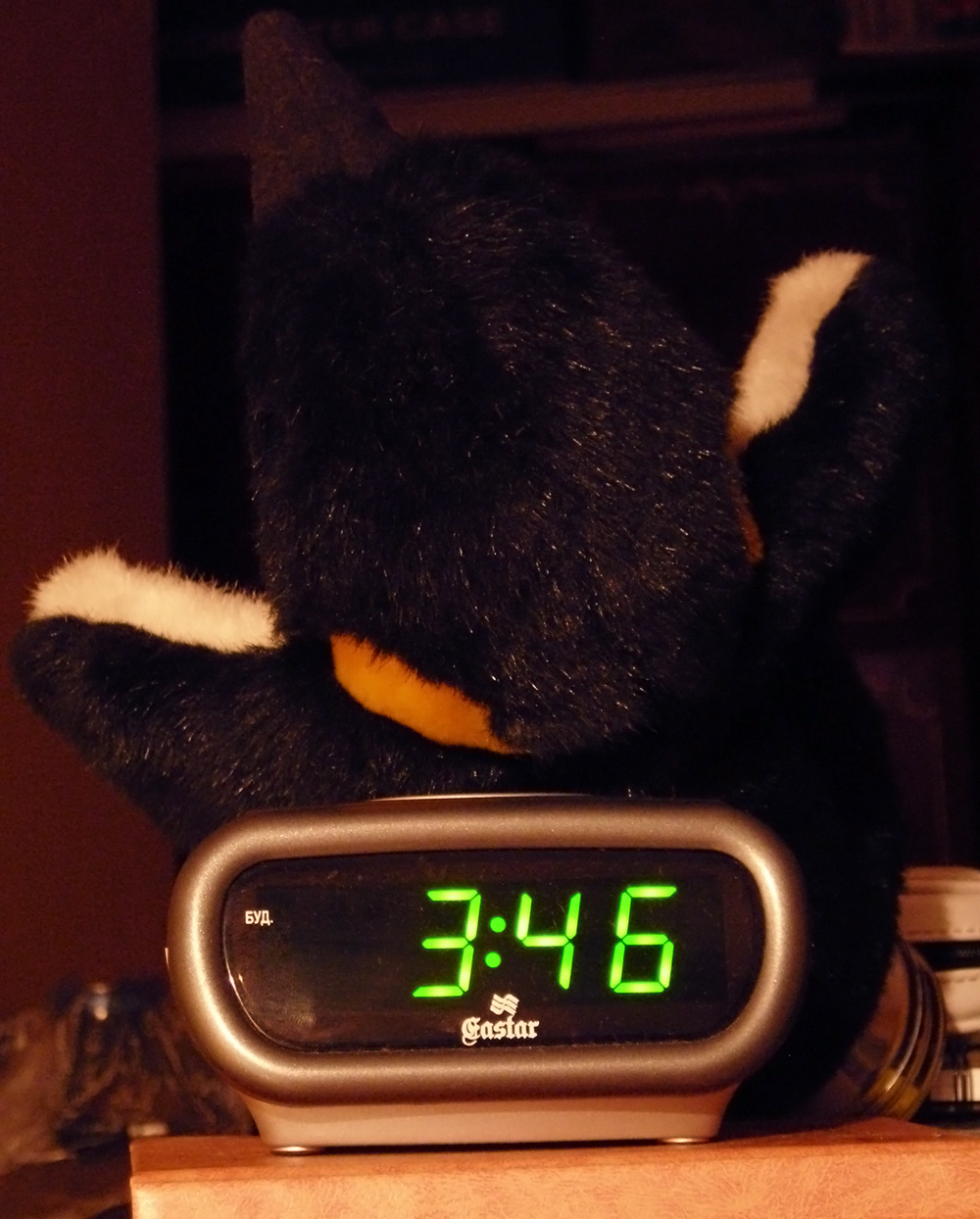
Електронний будильник

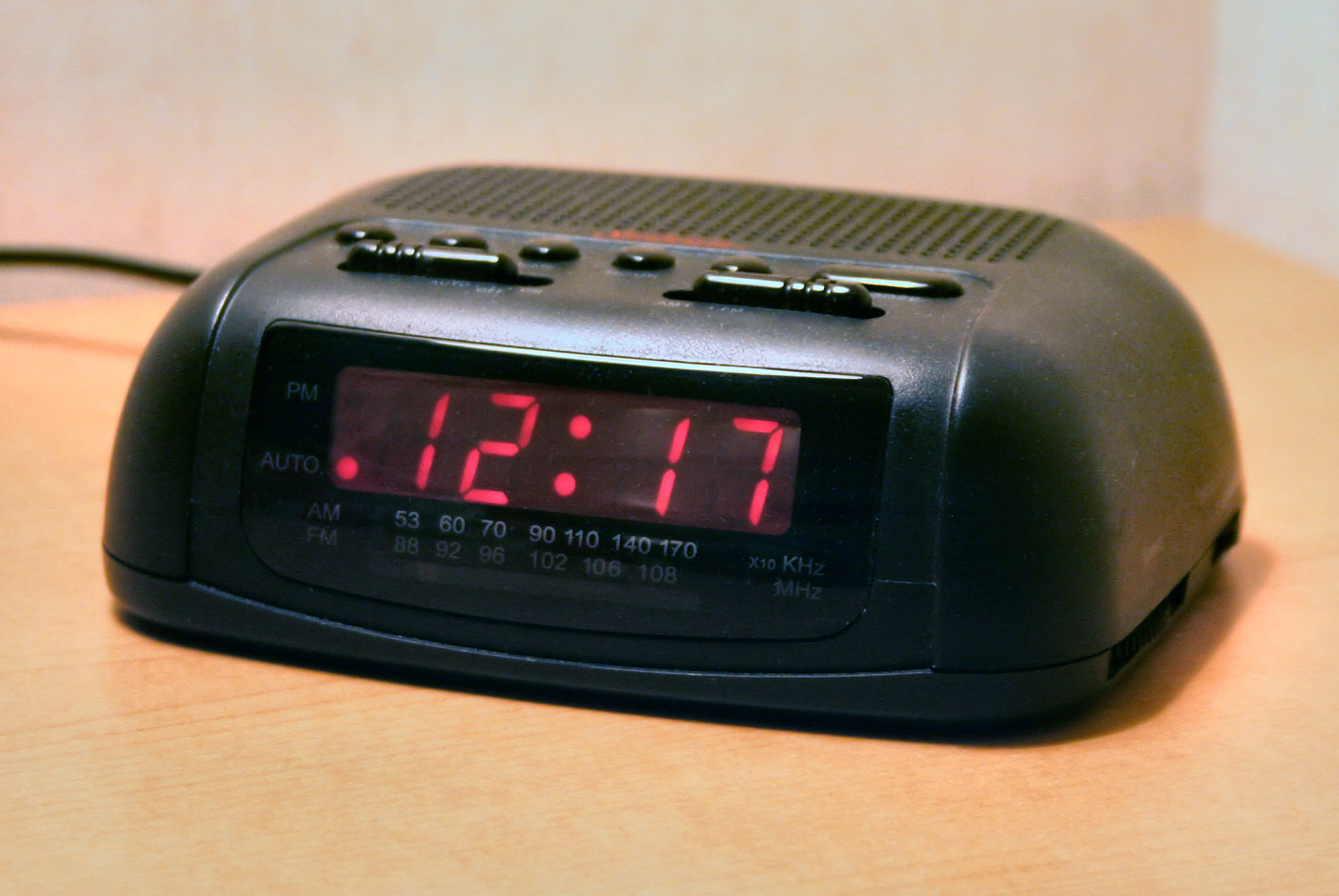
Будильник-радіоприймач з аналоговим налаштуванням.

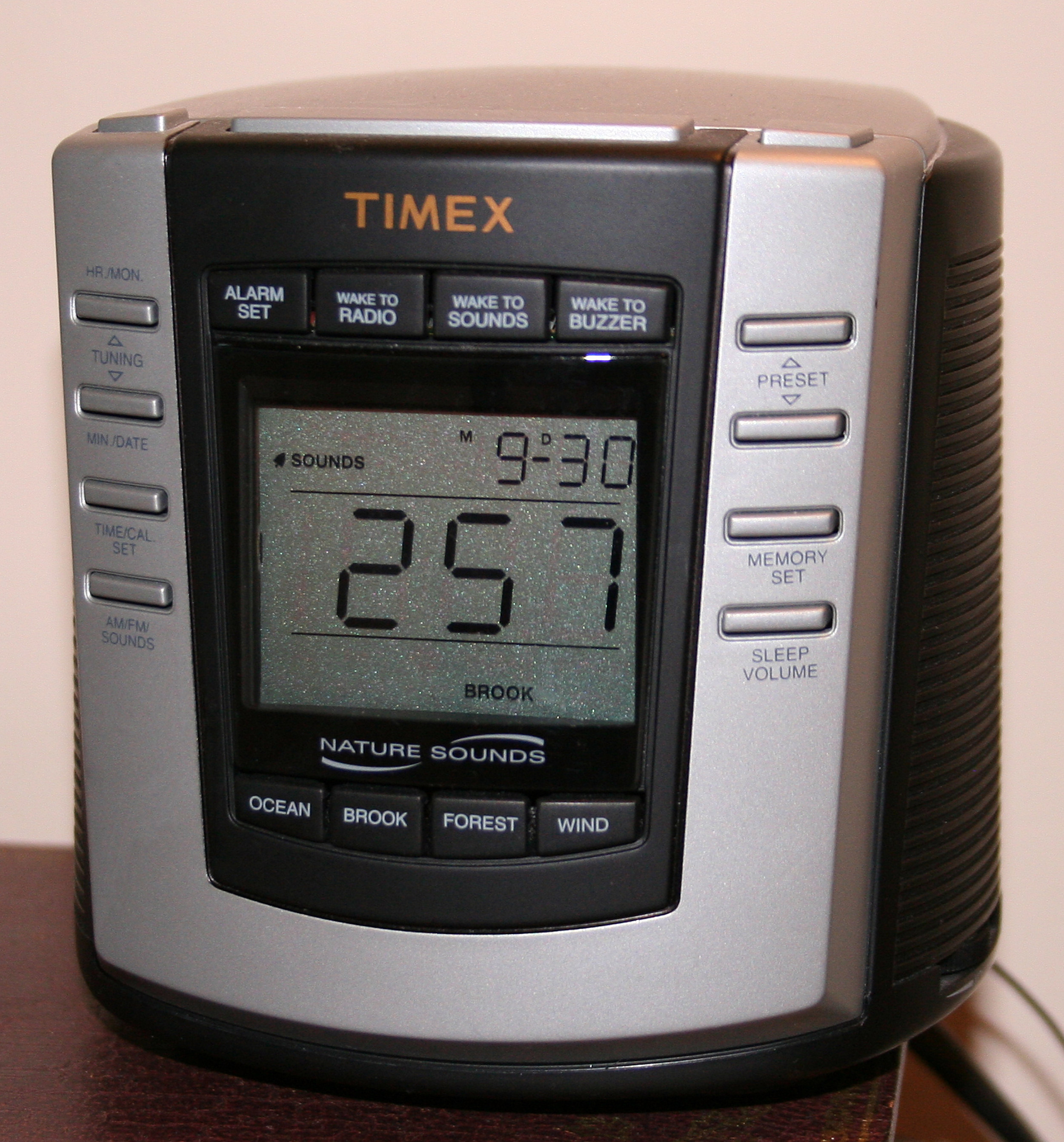
Будильник-радіоприймач з цифровим налаштуванням.

Будильник — годинник, який в заданий момент часу подає звуковий і/або світловий сигнал. Назва «будильник» вказує на основне призначення таких годинників — розбуджувати господаря вранці. Також, будильник може застосовуватися як «нагадувач» або таймер.

## Історія
У стародавньому Китаї в ролі будильників застосовувалися градуйовані палички із суміші смоли і тирси, до яких ниткою прив'язувався вантаж. Паличка підпалювалася, і коли вона догорала до нитки, вантаж падав на металеву підставку.
В стародавній Греції подібні пристрої застосовувалися у водяних годинниках.
Під час промислової революції будильниками працювали живі люди. В Англії та Ірландії людей, які виконували таку роботу називали «knocker-up».
Механічний будильник зробив американець Леві Гатчинс (Levi Hutchins) у 1787 році. Пристрій дзвонив тільки о 4:00. Будильник, який можна налаштувати на будь-який потрібний час, запатентував у 1847 році француз Антуан Редьє (Antoine Redier).
Фірма Westclox запропонувала в 1908 будильник «Біг-Бен». У ньому весь корпус годинника відігравав роль дзвоника, завдяки чому звук будильника був дуже гучним.
У США за часів Другої світової війни відчувався значний брак будильників, робітники часто спізнювалися. Тому Управління США з регулювання цін у 1944 році як виняток дозволило годинниковим компаніям повернутися до цивільної продукції.
Продовжували розробляти пристрої, що дозволяють надійно розбудити людину. У них намагалися розв'язати дві проблеми: як змусити сплячого зреагувати (заспана людина схильна ігнорувати дзвінок) і як зробити, щоб господар знову не ліг спати, вимкнувши будильник. У хід йшли різні ігри (кинути будильник об стіну, зловити будильник що тікає, розв'язати головоломку тощо). Один з таких пристроїв отримав Шнобелівську премію-2005.
Одне з новітніх винаходів — будильник визначає у сплячого фази сну і будить людину в певний момент.
Відповідно до проведених досліджень в медичних установах, самопочуття людини дуже сильно залежить від моменту пробудження. За запевненням винахідників, якщо будити людини в точно підібраний момент, він прокинеться навіть від легкої вібрації, і буде почувати себе відпочилим.

## Механічний будильник
Крім звичайного годинникового механізму, в механічному будильнику є механізм дзвінка, який приводиться в дію окремою пружиною і діє за принципом заводної іграшки. Цей механізм має два незалежних блокувальних пристроїв:
1. На о́сі годинникового колеса встановлений диск з прорізом, пов'язаний з додатковою («дзвінковою») стрілкою. Коли годинникова стрілка збігається з дзвінковою, виступ на годинному колесі потрапляє в проріз, і блокувальний пристрій відпускає механізм дзвінка.
2. Другий блокувальний пристрій пов'язаний з кнопкою і дозволяє виключати дзвінок у будь-який момент.

Електромеханічні будильники використовують подібний принцип.

## Електронний будильник
Електронний будильник зміг розв'язати такі проблеми механічного:
- Вдосконалено процедуру розбуджування:
  - є спеціальний режим «дай поспати», при включенні якого господареві дається кілька (зазвичай 5-10) хвилин спокою, після чого будильник знову дзвонить;
  - музика замість дзвінка (або програється записана в пам'ять будильника мелодія, або вмикається радіоприймач або плеєр);
  - поступово підвищується гучність дзвінка.
- Час дзвінка встановлюється з високою точністю — до однієї хвилини.
- У багатьох годинниках можна встановити одночасно два або більше будильники.
- Механічний будильник може задзвонити максимум через 12 годин після установки. Для електронного будильника цей інтервал збільшений до 24 годин.

Будильник є практично у всіх електронних годинниках. Функцію будильника часто виконують плеєри, телевізори, радіоприймачі, стільникові телефони тощо. Існують комп'ютерні програми-будильники, що імітують роботу реального будильника.
На початку 1990-х років у Світловодську випускали настінний сувенірний електронний годинник-будильник «Україна».

## Будильник у кінематографії
У фільмі «День бабака» зйомки сцени, в якій роздратований Філ вщент розбиває будильник, пройшли не так, як очікувалося: від удару актора Мюррея годинник ледь тріснув, так що знімальній групі довелося завдати завершального удару молотком. Незважаючи на це (що і ввійшло у фільм) дзвонити він так і не перестав.